# Хорн (футбольный клуб)
«Хорн» (нем. Sportverein Horn) — австрийский футбольный клуб из города Хорн, земля Нижняя Австрия, выступающий в австрийской Второй лиге. Основан 21 октября 1922 года. Домашние матчи проводит на стадионе Вальдфиртлер Фольксбанк Арена, вмещающем 3500 зрителей. Обладатель Кубка Австрии 2007/08.

## Кубок Австрии
Так как в преддверии Чемпионата Европы 2008 в Австрии в кубке участвовали только любительские и полупрофессиональные команды, то Хорн сумел завоевать этот престижный трофей, хотя за год до этого добрался только до стадии четвертьфинала.

## Японский период
8 июня 2015 года управляющая компания Кейсукэ Хонды, принадлежащая его братьям выкупила 49 % акций клуба. Целью компании «Honda ESTILO» было возвращение клуба в высший дивизион Австрии и участие в Еврокубках. В команду было инвестировано более двух миллионов евро, а также привлечены японские спонсоры. Команда пополнилась семью новыми футболистами из Японии, а также главным тренером, японцем Масанори Хамаёши, что позволило ей вернуться из Региональной лиги в Первую лигу в мае 2016 года. Несмотря на успехи клуба, связанный с приходом инвесторов, среди болельщиков была распространена критика команды за утраченную идентичность клуба.
В следующем сезоне команда вновь возвращается в Региональную лигу, в это время инвестиции японцев в команду значительно сокращаются.

## Достижения
- Обладатель Кубка Австрии (1): 2007/08